# Joseph Arthur de Gobineau
Joseph Arthur, conde de Gobineau (Ville-d'Avray, 14 de julio de 1816 - Turín, 13 de octubre de 1882) fue un diplomático y filósofo francés, conocido por haber desarrollado la teoría de la superioridad racial aria en su obra Ensayo sobre la desigualdad de las razas humanas. Es considerado padre de la demografía racial y sus obras fueron uno de los primeros ejemplos de racismo científico. En ella afirmaba que los aristócratas eran superiores a las clases bajas y medias puesto que poseían más características genéticas 'arias' debido a un menor mestizaje con razas consideradas inferiores por él, como la alpina o la mediterránea, y presentaba la historia como una serie de migraciones de la raza aria, la cual habría fundado todas las civilizaciones antiguas, pero que se encontraba en el presente en peligro de desaparición debido a la mezcla de sangre con las razas nativas consideradas inferiores de los territorios que sometió. En ocasiones se le ha presentado como un antecedente de la doctrina racial del nazismo, aunque Gobineau no fue marcadamente antisemita. Consideraba a los judíos una subdivisión de la raza blanca y les atribuía ciertas cualidades, además de destacar que habían sido injustamente perseguidos. Sin embargo, sus obras fueron rápidamente tomadas y utilizadas por estadounidenses proesclavistas y supremacistas blancos como Josiah C. Nott, y en Alemania sus obras fueron muy influyentes en figuras como Richard Wagner, Houston Stewart Chamberlain, el político antisemita rumano Alexandru C. Cuza y diversos líderes del Partido Nazi.

## Biografía
Gobineau nació en Ville d'Avray, una localidad próxima a París, en el seno de una familia de la nobleza de toga de origen bordelés. Desempeñó diversos cargos diplomáticos en Irán, Alemania, Grecia, Brasil y Suecia desde 1849 hasta 1877. Además de su actividad en política exterior, fue un prolífico escritor. Escribió novelas y libros sobre religión, filosofía e historia.
Es conocido como el fundador intelectual del racismo moderno. Sus intereses puramente académicos lo condujeron a especializarse en estudios orientales, en los cuales ganó la reputación de ser un erudito. Los asertos teóricos de Gobineau eran bastante sencillos. Basando sus teorías en el conocimiento de Oriente, intentó compararlo con Europa. El estudio de Gobineau incluyó la evaluación y clasificación de los hábitos alimentarios de los pueblos de Asia, África y Europa, determinando los grados respectivos de confort requeridos por aquellos pueblos para el consumo de alimentos, y sus hábitos de vida en general. Sobre ese fundamento denominó a los africanos subsaharianos («himáticos») como una raza claramente inferior, explicando que al tener una alimentación tan pobre no podían desarrollar toda su capacidad tanto intelectual como física.
Según sus teorías, las poblaciones mestizas de España, mayor parte de Francia, Italia, Suiza y Austria, Sur de Alemania y partes de Britania eran producto del desarrollo histórico de los imperios romano, griego y otomano, que habían abierto Europa a pueblos no arios de África y el Mediterráneo. También según él, las poblaciones del sur y oeste de Irán y del sur de España e Italia consistían en una raza degenerativa surgida del mestizaje: la raza mediterránea.
Hitler y la perspectiva racial nacionalsocialista tomaron mucho de la ideología de Gobineau, aunque éste nunca fue particularmente antisemita.
Su obra más influyente es el Ensayo sobre la desigualdad de las razas humanas (1853–1855, Essai sur l’inégalité des races humaines en francés), en la que afirma que los germanos eran los únicos en Europa que habían conservado su pureza, y que el caos en Francia que había dado lugar a la revolución tenía origen en la 'polución de las razas' entre los estratos de las clases baja y media.
Gobineau concluye su Essai con la predicción de que el inminente triunfo de Rusia (a la que consideraba una potencia asiática) sobre Europa significaría la victoria de Asia sobre Europa, y que el dominio ruso sería posteriormente sustituido por el chino, una vez que China se modernizara para conquistar Europa.
Su teoría sobre la superioridad racial influyó en algunos escritores alemanes y fue adoptada posteriormente por Hitler. Entre los restantes trabajos de este autor destaca El Renacimiento (1877), que trata sobre los móviles psicológicos que dieron origen al Renacimiento italiano.
Durante sus últimos años de vida, Gobineau adoptó una postura cada vez más pesimista y terminal sobre el futuro de la Europa que denominaba aria, la cual consideraba como conquistada desde dentro y fuera y en peligro de extinción, con numerosas revoluciones sociales y movimientos anticolonialistas que se intensificaban cada vez más.

## Obra

### Ensayo
Historia
- Essai sur l'inégalité des races humaines, tomos I & II (1853)
- Essai sur l'inégalité des races humaines, tomos III & IV (1855)
- Mémoire sur l'état social de la Perse actuelle (1856)
- Histoire des Perses (1869)
- Ce qui se passe en Asie (1877)
- Histoire d'Ottar Jarl et de sa descendance (1879)

Filosofía
- Les religions et les philosophies dans l'Asie centrale (1865)
- Mémoire sur diverses manifestations de la vie individuelle (1869)

Filología
- Lecture des écritures cunéiformes (1858)
- Traité des écritures cunéiformes (1864)

Panfletos
- Ce qui est arrivé à la France en 1870 (1870)
- La Troisième République et ce qu'elle vaut (1877)

### Literatura
Cuentos y novelas
- Adélaïde (1869)
- Souvenirs de voyage: Le Mouchoir rouge Akrivie Phrangopoulo, La Chasse au caribou (1872; Folio-Gallimard, 1985)
- Les Pléiades (1874; Folio-Gallimard, 1997)
- Nouvelles asiatiques: La Danseuse de Shamakha, L'Illustre Magicien, Histoire de Gambèr-Aly, La Guerre des Turcomans, Les Amants de Kandahar y La Vie de voyage (1876; P.O.L., 1990)
- La Renaissance, scènes historiques (1877; GF-Flammarion, 1980)

Libros de viajes
- Trois ans en Asie, 1859 (Métailié, 1980)
- Voyage à Terre-Neuve, 1861 (Arléa, 1993)

Poesía
- La Chronique rimée de Jean Chouan et de ses compagnons (1846)
- L'Aphroëssa (1869)
- Amadis (1876)
- Amadis (1887, rééd. intégrale, partiellement posthume)
- Tre poemi inediti (Firenze, Olschki, 1965)

Teatro
- Les Adieux de Don Juan (1844)
- Alexandre le Macédonien (1847, posthume)

Crítica
- Études critiques 1842-1847 (1984)